# Hylaeus bolivianus
Hylaeus bolivianus är en biart som först beskrevs av Carlos Schrottky 1910.  Hylaeus bolivianus ingår i släktet citronbin, och familjen korttungebin. Inga underarter finns listade i Catalogue of Life.